# Bactra minima
Bactra minima is een vlinder uit de familie bladrollers (Tortricidae). De wetenschappelijke naam is voor het eerst geldig gepubliceerd in 1909 door Meyrick.
De soort komt voor in Europa.